# Kaloula kalingensis
Kaloula kalingensis é uma espécie de anfíbio da família Microhylidae.
É endémica das Filipinas.
Os seus habitats naturais são: florestas subtropicais ou tropicais húmidas de baixa altitude, regiões subtropicais ou tropicais húmidas de alta altitude, terras aráveis, pastagens e plantações.
Está ameaçada por perda de habitat.